# Karl-August Fagerholm
Karl-August Fagerholm, född 31 december 1901 i Sjundeå, Finland, död 22 maj 1984 i Helsingfors, var en finlandssvensk socialdemokratisk politiker. Fagerholm var Finlands statsminister vid tre tidpunkter (1948–50, 1956–57 och 1958–59), samt socialminister (1937–43, 1944) och utrikesminister (1958–59). Han satt i riksdagen 1930–1965. 

## Biografi
Fagerholm inledde sin politiska verksamhet 1919, då han anslöt sig till Frisörsbiträdenas fackförbund och Helsingfors svenska arbetarförenings ungdomsklubb. Under 1920-talet kom han att inneha flera förtroendeuppdrag inom fackföreningsrörelsen och de finländska socialdemokraterna; efter att inledningsvis ha legat till vänster om mittlinjen kom han senare att bli en klar representant för reformisterna inom partiet. Då den kommunistiskt dominerade Finska landsorganisationen upplöstes genom domstolsbeslut efter påtryckningar från Lapporörelsen år 1930 deltog Fagerholm i bildandet av en ny socialdemokratiskt dominerad landsorganisation, Finlands fackförbunds centralorganisation. Samma år blev han invald i riksdagen för Nylands valkrets, där han kom att sitta till 1965. År 1934 efterträdde Fagerholm Axel Åhlström som ordförande i Finlands svenska arbetarförbund samt som chefredaktör för Arbetarbladet. 
År 1937 tillträdde Fagerholm som socialminister i statsminister A.K. Cajanders tredje regering, och förblev på denna post under statsministrarna Risto Ryti, J.W. Rangell och Edwin Linkomies regeringar. Som socialminister försökte Fagerholm följa de svenska socialdemokraternas exempel under Gustav Möller, men kom efter vinterkrigets utbrott 1939 att behöva prioritera andra praktiska frågor; han organiserade bland annat evakueringen av de finländska krigsbarnen till Sverige. På arbetsmarknadsplanet bidrog han till den så kallade januariförlovningen mellan arbetsmarknadens parter 1940. Som minister kom Fagerholm, trots Finlands och Tysklands allians under fortsättningskriget, flera gånger att öppet visa sin avsky inför nazismen, bland annat genom att öppet kritisera den tyska ockupationen av Danmark och Norge 1940. Efter tyska påtryckningar tvingades han därför lämna regeringen i november 1943, varefter han anslöt sig till fredsoppositionen.
Efter kriget kom Fagerholm att företräda den så kallade "lojala oppositionen" gentemot partiordföranden Väinö Tanner; han var därmed öppen för politiskt samarbete med Finlands kommunistiska parti (FKP), men kom inte att ansluta sig till den grupp oppositionella socialdemokrater som 1944 hade bildat Demokratiska förbundet för Finlands folk (DFFF) tillsammans med FKP. År 1945 valdes han till riksdagens talman, och kom med några års undantag att förbli på denna post fram till 1962. Vid socialdemokraternas partistämma 1946 kandiderade han även till posten som partiordförande, men förlorade mot Emil Skog.
Efter undertecknandet av VSB-avtalet mellan Finland och Sovjetunionen 1948, samt tillbakagångarna för DFFF i riksdagsvalet samma år, påbörjades ett arbete för att utmanövrera kommunisterna från den inrikespolitiska scenen. En socialdemokratisk minoritetsregering under ledning av Fagerholm godkändes av president Juho Kusti Paasikivi 1948; bland regeringens åtgärder ersatte man Statspolisen, som inrättats 1945 under kommunistpartiets inrikesminister Yrjö Leino, med den nyinrättade Skyddspolisen, och 1949 avskedades Hella Wuolijoki från sin post som chef för Rundradion. Detta ledde till att Fagerholm betraktades med misstro från Sovjetunionens sida; efter att Fagerholms regering avgått 1950 utnämndes istället Agrarförbundets kandidat Urho Kekkonen till statsministerposten av Paasikivi, bland annat då han ansågs ha bättre förutsättningar att sköta relationerna med Sovjetunionen. I övrigt försökte Fagerholm-regeringen delvis att återuppta det socialpolitiska reformarbete som Fagerholm försökt genomföra under sina år som socialminister. Bland annat skedde detta genom Arava-lagarna 1949, genom vilka statliga lån för bostadsproduktion skulle avhjälpa den allvarliga bostadsbristen i landet.
År 1956 var Fagerholm socialdemokraternas kandidat i presidentvalet, och förlorade med knapp marginal mot Kekkonen. Samtidigt återkom Fagerholm till statsministerposten, då han direkt efter presidentvalet fick i uppdrag av Kekkonen att bilda regering. Innan regeringen ens hunnit tillträda lamslogs industrin och trafiken i landet av en generalstrejk som reaktion på den höga inflationen. Efter splittringar mellan Fagerholm och falangen under Väinö Leskinen inom det socialdemokratiska lägret tvingades regeringen sedan avgå redan i maj 1957. Efter ett drygt år av tre kortvariga minoritets- och tjänstemannaregeringar återkom Fagerholm till statsministerposten i augusti 1958, nu som ledare för en bred koalition bestående av Socialdemokraterna, Agrarförbundet och Samlingspartiet.
Under samma period ledde en rad faktorer – bland annat en omstrukturering av utrikeshandeln till förmån för den västeuropeiska marknaden och att Finland 1957 fått observatörsstatus inom OEEC – till en kraftig försämring av relationerna med Sovjetunionen, kallad nattfrosten. I och med Fagerholms koalitionsregering lämnades även DFFF i opposition, trots att man blivit det enskilt största partiet i riksdagsvalet föregående sommar. Som reaktion kallade Sovjetunionen i oktober 1958 hem sin Finlandsambassadör, och ländernas handelsrelationer frystes. I december lämnade utrikesminister Johannes Virolainen och övriga agrara ministrar in sina avskedsansökningar, och i januari 1959 föll hela regeringen.
Efter sin tredje runda som statsminister satt Fagerholm kvar i riksdagen till 1966, och i Socialdemokraternas partistyrelse till 1969. Utöver sina politiska uppdrag var han från 1952 generaldirektör för det finländska alkoholmonopolet Alko, en post han innehade fram till sin pensionering 1968. År 1977 publicerades Fagerholms memoarer på både finska och svenska, med den svenska titeln Talmannens röst. Hans dotter Brita (1927–2013) gifte sig 1952 med Taneli Kekkonen (1928–1985), ambassadör och son till Urho Kekkonen. Fagerholm är begravd på Sandudds begravningsplats i Helsingfors.

## Utmärkelser
- Kommendör med stora korset av Vasaorden,  24 maj 1952[4]
- Finlands Olympiska förtjänstkors av 1 klass,  2 december 1952[5]
- Storkorset av Finlands Vita Ros’ orden,  20 oktober 1955[6]
- Storkors av Sankt Olavs orden,  1 juli 1957[7]
- Storkors av Hederslegionen,  1958[8]
- Stort hederstecken i guld med band av Österrikiska republikens förtjänstorden,  1960[9]
- Storkorset av isländska falkorden[10]
- Storkors av Dannebrogorden[10]
- Storkors av Fenixorden[10]
- Sankt Georg och Konstantins orden[11]

[Redigera Wikidata]